# Конвенція про боротьбу з незаконним захопленням повітряних суден
Гаазька конвенція про викрадення повітряних суден (офіційно Конвенція про боротьбу з незаконним захопленням повітряних суден) є міжнародним договором, за яким держави домовляються перешкоджати викраденню повітряних суден та законодавчо переслідувати людей винних у цьому. Конвенція не поширюється на митні, правоохоронні та військові літаки — вона стосується виключно цивільних літаків. Конвенція стосується лише ситуацій, коли повітряне судно злітає або приземляється в місці, відмінному від країни його реєстрації. Конвенція встановлює принцип aut dedere aut judicare («або видати, або засудити») — сторона договору повинна законодавчо переслідувати викрадача літака, якщо жодна інша держава не вимагає його або її екстрадиції для переслідування за той самий злочин.

## Створення та набрання чинності
Конвенція була прийнята на Міжнародній конференції з повітряного права в Гаазі 16 грудня 1970 року. Вона набула чинності 14 жовтня 1971 року після того, як її ратифікували 10 держав. Станом на 2023 рік учасницями конвенції є 185 держав.

## Держави-учасники
Конвенцію ратифікували 185 держав-учасниць, у тому числі 183 члени ООН, а також Острови Кука та Ніуе. Нижче наведені 10 держав, які є членами ООН, але не ратифікували цю конвенцію:
- Східний Тимор
- Еритрея
- Кірибаті
- Федеративні Штати Мікронезії
- Сан-Марино
- Соломонові Острови
- Сомалі
- Південний Судан
- Тувалу

З цих 10 держав конвенцію підписала, але не ратифікувала Бурунді.

## Протокол 2010 року
У 2010 році в Пекіні був прийнятий Додатковий протокол до Конвенції про боротьбу з незаконним захопленням повітряних суден. Протокол вносить зміни та доповнення до первісної конвенції. Станом на вересень 2018 року Протокол ратифікували 27 держав. Він набув чинності 1 січня 2018 року.